# Parc national du Päijänne
Le parc national de Päijänne (en finnois : Päijänteen kansallispuisto) est un parc national de la région de Päijät-Häme en Finlande.

## Présentation
Créé en 1993, il couvre 14 km2, principalement l’île Kelvenne du lac Päijänne ainsi que les îles environnantes.
Le parc national de Päijänne est situé dans la partie sud du deuxième plus grand lac de Finlande, le lac Päijänne. 
Il comprend environ 50 îles et des zones naturelles ainsi que des parties d'îles habitées.
Certaines des îles sont des îles sablonneuses, d'autres sont des îles rocheuses ou morainiques.
Les destinations touristiques les plus importantes sont la plus grande île Kelvenne et l'esker Pulkkilanharju.
Le parc national étant principalement situé sur des îles, la majeure partie du parc n'est accessible que par voie d'eau. 
Kelvenne est une destination de plaisance populaire avec ses nombreux lagons.
Sur Haapasaari (fi) se trouve le bâtiment de la dernière ferme de pêcheurs du sud du Päijänne. 
La tour d'observation de Päijätsalo est rénovée en 2019.

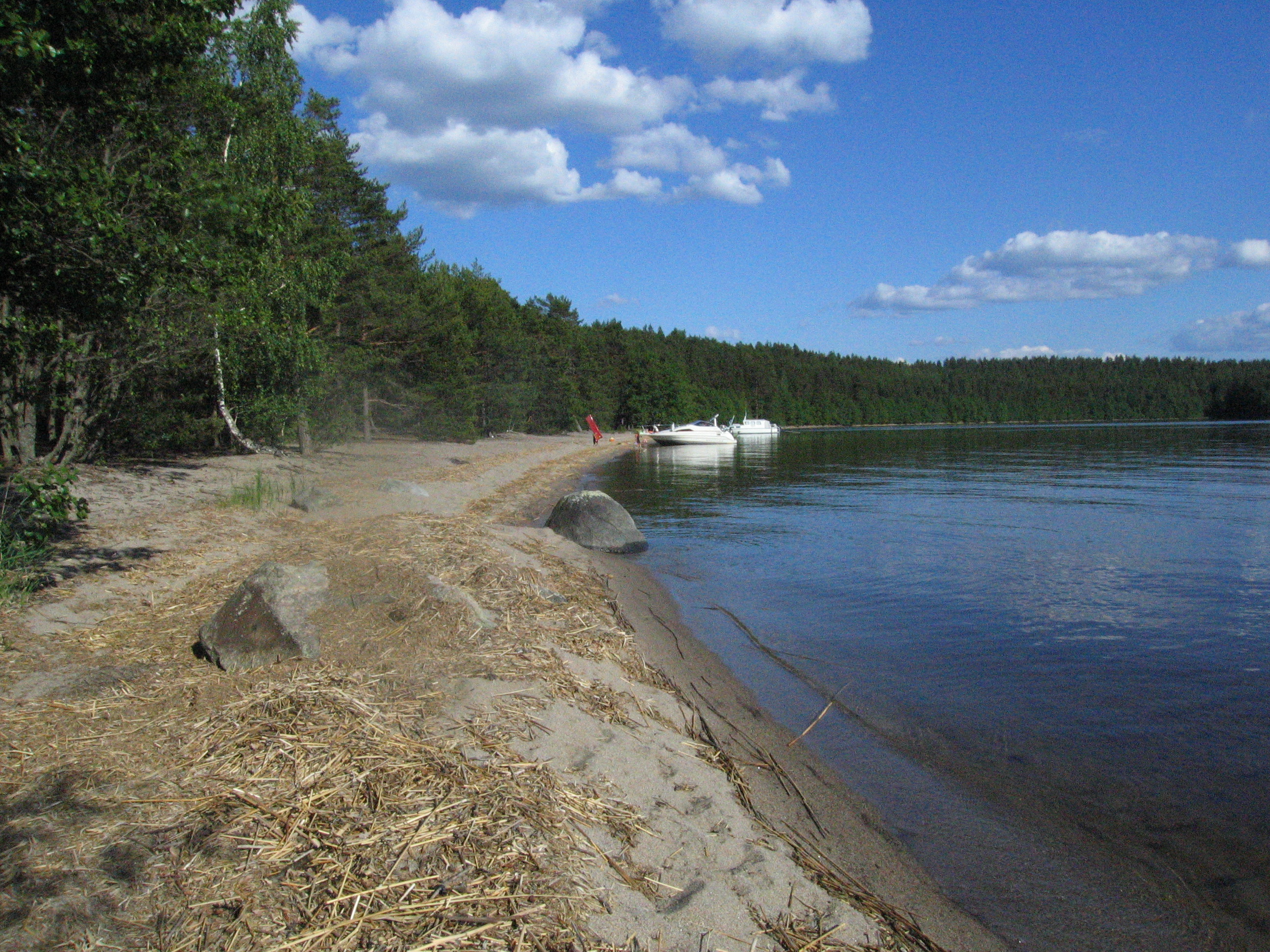
Plage Isohieta de l'île Kelvenne.